# Дулёво (Псковская область)
Дулёво — деревня в Гдовском районе Псковской области России. Входит в состав городского поселения «Гдов» Гдовского района.
Расположена в 12 км к северо-востоку от Гдова, на правом берегу реки Черма, юго-восточнее посёлка Смуравьёво-2.

## Население
Численность населения деревни по оценке на 2000 год составляет 4 человека, по переписи 2002 года — 3 человека.

## История
До 2005 года деревня входила в состав ныне упразднённой Гдовской волости.